# Любовници
„Любовници“ (на английски: Sweethearts) е американска романтична комедия от 2024 г. на режисьора Джордан Уайс (в режисьорския му дебют), който е съсценарист с Дан Брайър. Продуциран от „Ню Лайн Синема“ и „Пикчърстарт“, във филма участват Киърнън Шипка, Нико Хирага, Калеб Хиърън, Трамъл Тилман, Чарли Хол и Ейва ДеМари. Филмът излиза в стрийминг платформата „Макс“ на 28 ноември 2024 г.

## Актьорски състав
- Киърнън Шипка – Джейми
- Нико Хирага – Бен
- Калеб Хиърън – Палмър
- Трамъл Тилман – треньор Рийс
- Чарли Хол – Саймън
- Ейва ДеМари – Клеър
- Софи Зукър – Меган Менделсън
- Кевин Ямада – Норман
- Майлс Гутиерез-Райли – Лукас
- Зак Зукър – Тайлър
- Оливия Никанен – Кели
- Джоел Ким Бустър – Итън
- Кристин Тейлър – Даян
- Джейк Бонджиови – Келан
- Клоуи Троуст – Хана